# Plumas, Mexiko
Plumas är en ort i Mexiko.   Den ligger i kommunen Santiago Yosondúa och delstaten Oaxaca, i den sydöstra delen av landet, 300 km sydost om huvudstaden Mexico City. Plumas ligger 2 001 meter över havet och antalet invånare är 209.
Terrängen runt Plumas är bergig söderut, men norrut är den kuperad. Runt Plumas är det ganska glesbefolkat, med 30 invånare per kvadratkilometer. Närmaste större samhälle är Santa Cruz Itundujia, 6,9 km nordväst om Plumas. I omgivningarna runt Plumas växer huvudsakligen savannskog.